# ジェイムズ＝ヤンガー・ギャング

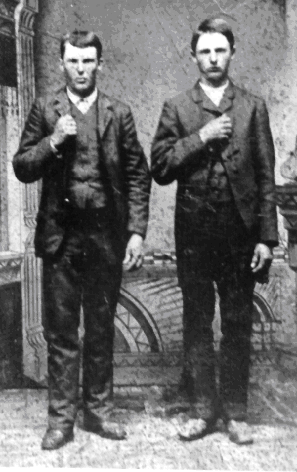
ジェシーとフランクのジェイムズ兄弟、1872年

ジェイムズ＝ヤンガー・ギャング団（英: James-Younger Gang）は、19世紀アメリカ合衆国で著名だった無法者の集団であり、その中には悪名高いジェシー・ジェイムズが含まれていた。
ジェイムズ＝ヤンガー・ギャング団はミズーリ州を中心に活動した。通常、数か月の間隔を置いて襲撃の犯行に及んでいたので、参加メンバーはそのたびに違っていた。ヤンガー兄弟（コール、ジム、ジョン、ボブ）とジェイムズ兄弟（ジェシー、フランク）、クレル・ミラー、アーサー・マッコイ、チャーリー・ピッツ、ジョン・ジャレット（コールの妹ジョージーと結婚した）、ビル・チャドウェル（ビル・スタイルズの同僚）、マシュー・"エース"・ネルソンなどのメンバーが入れ替わりつつ加担した。ジェイムズ兄弟とヤンガー兄弟はたびたび血縁関係にあると伝えられていたが、少なくとも血縁による繋がりは無かった。ジェイムズ＝ヤンガー・ギャング団が解散した1879年以降も、ジェイムズ兄弟はクレル・ミラーの兄弟エド、フォード兄弟（ロバート、チャールズ）、ビル・ライアン、ディック・リディル、ハイト兄弟（ウッド、クラレンス）と共に犯罪を重ねて行った。
ジェイムズ＝ヤンガー・ギャング団は南軍のブッシュワッカーと呼ばれたゲリラ兵集団にその起源があり、南北戦争のときにミズーリ州を二分して荒廃させた苦しいゲリラ戦を戦った者達だった。戦後この集団の犯罪は1866年に始まったが、真にジェイムズ＝ヤンガー・ギャング団となったのは早くとも1868年であり、ケンタッキー州ラッセルビルのニムロッドロング堤で起きた強盗の容疑者として、捜査当局がコール・ヤンガーとジェイムズ兄弟2人を指名したときだった。1876年、一味がノースフィールド第一国定銀行に強盗に押し入ろうとして失敗した後、ミネソタ州でヤンガー兄弟が捕まり、ギャング団は解体された。その3年後、ジェシー・ジェイムズが新しいギャング団を組織し、その犯罪歴を再開したが、1882年に絵を掛けているときに背中を撃たれて死亡し、終焉を迎えた。その活動した間に、ミズーリ州、ケンタッキー州、アイオワ州、テキサス州、アーカンソー州、カンザス州、ウェストバージニア州で銀行強盗、列車強盗、駅馬車強盗を繰り返した。

## 歴史

### 南北戦争
南北戦争が始まったときから、ミズーリ州は公式に北部に留まったままだった。しかし開戦に繋がった扇動の多くがここを中心にしており、北軍、南軍ともに直向きなゲリラが出てきた。1861年末の前に、地元の北部支持者と分離主義者が州全体で互いに戦闘を始め、南軍のゲリラ部隊と北軍の組織された部隊との間にゲリラ戦が起きた。1862年初期、北部支持者の暫定政府が、次第に組織化され恐ろしい存在になってきた南軍ゲリラと闘うために州民兵隊を動員した。これらの闘争（例外はあるものの大部分は州民同士で戦われた）は、アメリカ連合国の首都リッチモンドが陥落し、ロバート・E・リー将軍が降伏するまで激しく続き、数多くの命が失われ、田園部の広い範囲が荒廃した。
南部ブッシュワッカーの絡む闘争はどこでも急速に加速して、南北両軍による残虐行為が続くことになった。北軍は裁判無しに容疑者を処刑したり拷問に掛けたり、またゲリラ容疑者や彼らを助けたあるいは匿った容疑者の家を焼いたりすることが多かった。信頼性が疑われる場合には、告発されたブッシュワッカーが処刑されることも多く、カークスビルの戦い後のフリスビー・マカルー中佐がその例だった。ブッシュワッカーは家から家を渡り歩き、北部支持の農夫たちを処刑した。
ジェイムズ兄弟とヤンガー兄弟は、南部に繋がりのある奴隷所有一家に属していた。ジェイムズ兄弟の母ゼレルダ・サミュエルは南部の支持を声高に叫ぶ者であり、一方ヤンガー兄弟の父ヘンリー・ワシントン・ヤンガーは北部支持者と考えられていた。コール・ヤンガーがブッシュワッカー、すなわち南軍として最初に戦うことを決めたのは、北軍の手でその父が死んだことに帰せられるのが通常である。コール・ヤンガーとフランク・ジェイムズは二人とも特に有名なブッシュワッカー指導者ウィリアム・クラーク・クァントリルの下で戦ったと考えられるが、コールは最終的に南軍の正規軍に加わった。ジェシー・ジェイムズは16歳の1864年にゲリラ活動を始め、フランクと共にアーチー・クレメントや"ブラッディ・ビル"アンダーソンの指導下に戦った。
終戦のとき、フランク・ジェイムズはケンタッキー州で降伏した。ジェシー・ジェイムズは北軍民兵に降伏しようとしたが、ミズーリ州レキシントンの郊外で肺を撃たれた。その後従妹のゼレルダ・ジー・ミムズに看護されて快復し、最後は結婚した。コール・ヤンガーはカリフォルニア州に行っていた任務から戻った。クァントリルとアンダーソンはどちらも殺された。しかしジェイムズ兄弟は昔のゲリラ仲間との交友を続け、アーチー・クレメントの指導下にまとまっていた。ミズーリ州のレコンストラクションで混乱した時代に、ゲリラを無法者に変えたのはクレメントの可能性がある。

### 初期: 1866年 - 1870年
1866年2月13日、ガンマンの1群がクレイ郡貯蓄協会を襲い、現金と債券60,000万ドルを盗んだのが、アメリカ史の中で初の日中、平時の武装銀行強盗となった。州当局は、アーチー・クレメントがこの襲撃を指揮したと疑い、直ぐにその逮捕について懸賞金を出した。時間が経つと、容疑者の中にフランク・ジェイムズ、コール・ヤンガー、ジョン・ジャレット、オリバー・シェパード、バッド・ペンスとドニー・ペンス、フランク・グレッグ、ビル・ウィルキンソンとジェイムズ・ウィルキンソン、ジョーブ・ペリー、ベン・クーパー、レッド・マンカスとアレン・パーマーが含まれるようになった（アレン・パーマーは後にジェイムズ兄弟の妹スーザン・ジェイムズと結婚した）。1866年6月13日、クァントリルの襲撃隊に属した2人が、ミズーリ州インディペンデンスにおける監獄襲撃で解放され、看守のヘンリー・バグラーが殺された。ジェイムズも関与していたと考えられる。
この犯罪で一連の強盗が始まり、その多くはクレメントのブッシュワッカー集団に関連付けられた。この集団に明らかに結び付けられる強盗は、1866年10月30日、レキシントンのアレクサンダー・ミッチェル・アンド・カンパニーを襲ったものであり、被害額は2,011.50ドルだった。クレメントは、このとき州を支配していた共和党政府の役人に対する暴力と脅しにも結び付けられた。選挙の日に、クレメントは徒党を率いてレキシントンに入り、投票所から共和党の投票者を追い出して、同党の敗北を確実にした。州民兵隊の分遣隊が町に派遣された。この部隊はブッシュワッカーを解散するよう説得し、続いてまだ賞金の掛かっていたクレメントを捕まえようとした。クレメントは降伏を拒み、レキシントンの通りを舞台にした銃撃戦で撃ち殺された。
クレメントが死んだにも拘わらず、その昔の追随者たちは纏まったままであり、1867年5月22日には、レキシントンからはミズーリ川の対岸にあるリッチモンドで銀行を襲い、町長と警官2人が殺された。さらに1868年3月20日、ケンタッキー州ラッセルビルのニムロッド・ロング銀行襲撃が続いた。しかし、この2つの襲撃の後、年長のブッシュワッカーが殺されたり捕まえられたりした。このことで、ジェイムズ兄弟とヤンガー兄弟が抬頭することになり、以前のクレメントの仲間がジェイムズ＝ヤンガー・ギャング団に変わった。
1869年12月7日、フランクとジェシーのジェイムズ兄弟はギャラティンのデイビース郡貯蓄協会を襲ったと考えられている。ジェシーは現金出納係のジョン・W・シーツを撃ち殺したと見られている。シーツは、南北戦争の時にブラッディ・ビル"アンダーソンを待ち伏せて殺した北軍民兵士官、サミュエル・P・コックスと誤認されていた。この犯罪の極めは、数日後に自警団に取り囲まれたジェイムズ兄弟が劇的な脱出を行ったことであり、ジェシーが書いた文書が新聞に掲載されたことで、ジェシーを有名にした。ジェシーは10年以上後の死まで有名になり、悪評を揚げ続けた。

### 1871年 - 1875年

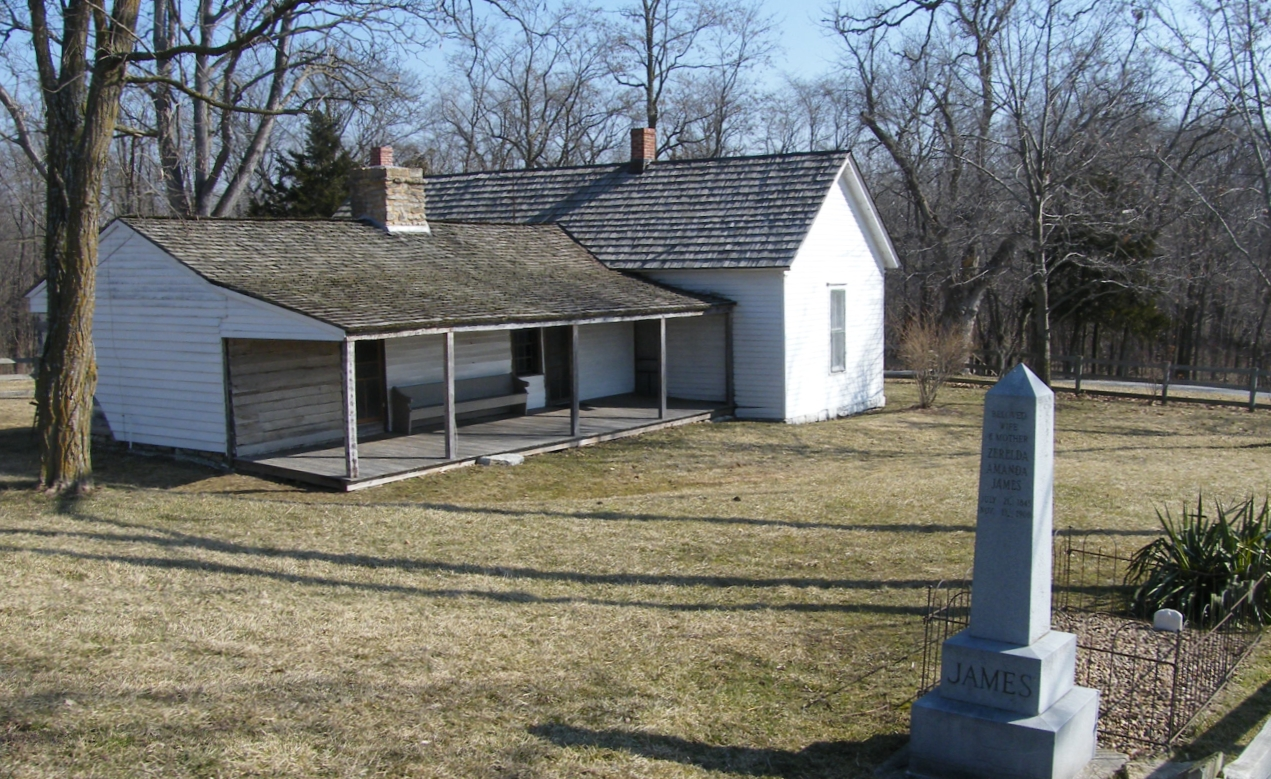
カーニーのジェシー・ジェイムズ農園。当初の農家が左、ジェシーの死後に追加されたものが右。右手クリークの向こう丘の上に1875年4月12日に家で殺されたダニエル・アスキューの家がある。アスキューは1875年1月にこの家（左手の1室）を爆破する時にピンカートンに協力したと疑われた。ジェイムズの当初の墓はこの敷地にあったが、後にカーニーの墓地に移葬された。当初の礎石は外にあるが、家族が墓石を動かした。

1871年6月3日、フランク・ジェイムズとジェシー・ジェイムズ、コール・ヤンガー、クレル・ミラーが、アイオワ州コリドンの銀行を襲った。この銀行はシカゴのピンカートン全国探偵機関に連絡し、この有名な機関がジェイムズ＝ヤンガー・ギャング団を追求する最初の機会になった。この機関の設立者アラン・ピンカートンが息子のロバートを派遣し、郡保安官と協力してギャング団をミズーリ州シビルベンドの農園に追い詰めた。短い銃撃戦が起こった後、ギャング団はうまく脱出した。1871年6月24日、ジェシー・ジェイムズは「カンザスシティ・タイムズ」に投稿し、共和党は自分とフランクを強盗を働いたと告発することで、南軍への忠誠心故に迫害していると主張した。「しかし、私は堕落した急進党が私についてどのように考えようとも気にしない」と記し、「私が強盗だったと彼らが考えるよりも早くそうではなくなるだろう」と続けていた。
1872年4月29日、ギャング団はケンタッキー州コロンビアの銀行を襲った。その1人が、金庫を開けることを拒んだ現金出納係のR・A・C・マーティンを撃ち殺した。1872年9月23日、3人（元ブッシュワッカーのジム・チャイルズによってこの3人はジェシー・ジェイムズ、コール・ヤンガー、ジョン・ヤンガーと同定された）が、数多い人のいた第2回カンザスシティ産業博覧会切符売り場を襲った。彼らは900ドルほどを奪い、その後に起きた切符販売員との闘争の中で誤って小さな少女を撃った。この強盗がヤンガーあるいはジェイムズ兄弟によって行われたという証拠は無い。ジェシーは手紙を書き、自身あるいはヤンガー兄弟の関与を否定した。コール・ヤンガーはこの件について激怒し、その手紙の前に自身と弟のジョンが犯罪に関わっていなかったと主張した。この事件は「カンザスシティ・タイムズ」の編集者ジョン・ニューマン・エドワーズによって、「犯罪の騎士道」と題する有名な論説で称賛された。その後間もなくジェシー・ジェイムズのものと考えられる匿名の手紙を掲載したが、それは近づく大統領選挙に言及していた。「1隊の者が大胆な強盗を働いたとして、ヤツらを吊し上げろという声がある。しかしユリシーズ・グラントとその党は何百万もの金を盗んでも、それで万事良しである」とその無法者は書き、「彼らは貧乏人と金持ちから奪い、我々は金持ちから奪って貧乏人に分け与えている」としていた。
1873年5月27日、ジェイムズ＝ヤンガー・ギャング団がミズーリ州セントジェネビーブのセントジェネビーブ貯蓄協会を襲った。彼らは空中に向かって発砲し、「万歳、ヒルデブランド!」と叫びながら馬で逃げた。ヒルデブランドとはその地域で著名な南軍のブッシュワッカーであり、イリノイ州で撃たれて死んだばかりだった。
1873年7月21日、ギャグ団は初めて列車強盗を働いた。アイオワ州アデア近くでロックアイランド鉄道の機関車を脱線させた。この衝突で機関士のジョン・ラファーティが死んだ。ギャングは荷物専用車の運送会社金庫から2,337ドルを奪ったが、大量の現金を運んでいた大陸横断急行の荷物は見逃すところだった。
1873年11月23日、ジョン・ニューマン・エドワーズはその新聞である「セントルイス・ディスパッチ」に付けた20ページの特別増刊で、ジェイムズ兄弟、ヤンガー兄弟、アーサー・マッコイの長い称賛文を掲載した。この増刊の大半は「恐ろしい五人組」と題され、ギャング団の公的顔であるジェシー・ジェイムズに捧げられ、無法者たちの南軍に対する忠誠心を強調していた。
1874年1月、ギャング団はルイジアナ州ビエンビル郡で、駅馬車強盗を働いたと疑われ、また後にはアーカンソー州のマルバーンとホットスプリングスの間でも発生した。アーカンソー州のとき、南軍の退役兵に「北部の者が無法に駆り立てており、それで支払わせているつもりだ」と言って腕時計を返した。1874年1月31日、ミズーリ州ガズヒルでアイアンマウンテン鉄道の南行き列車を襲った。列車強盗を働いた2回の中では初めて、乗客からも金品を奪った。どちらの列車強盗でも通常の標的は運送会社に属する荷物専用車の金庫であり、異常なくらい少量の金しか積んでいなかった。ミズーリ州の場合、ギャングは乗客の手を調べ、労働者からは奪わなかったとされている。多くの新聞がこれはアーサー・マッコイのギャングがやったと書いていた。

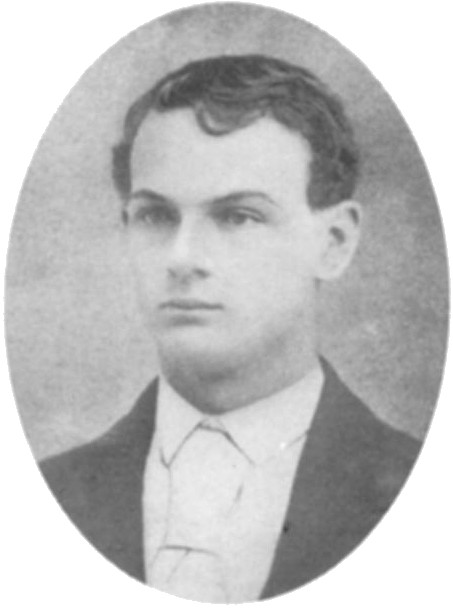
ジョン・ヤンガー

ガズヒルで強奪された金庫を所有していたアダムズ・イクスプレス・カンパニーが、この無法者たちを捕まえるためにピンカートン全国探偵機関を雇った。1874年3月11日、ジェイムズ兄弟を捜査するために派遣されたジョン・W・ウィチャーが、ミズーリ州ジャクソン郡田園道路の傍で射殺されているのが見つかった。他にジョン・ボイルとルイス・J・ラルという2人のエージェントが副保安官エドウィン・B・ダニエルズに伴われ、牛のバイヤーの振りをしてヤンガー兄弟を追っていた。1874年3月17日、この3人はミズーリ州モーンゴースプリングスに近い田舎道で、ジョン・ヤンガーとジム・ヤンガーに止められた。ボイルは逃亡し、ラルとダニエルズが撃たれ、ジョン・ヤンガーはラルに殺された。ダニエルズはそのとき死んだが、ラルはその時点では生き残り、数日後に傷がもとで死ぬ前に検視官の質問に答えることができた。ジョン・ヤンガーは1871年1月にテキサス州の警官2人を殺していた。
ピンカートンの探偵が死んだことで、ミズーリ州の戦後では最初の民主党知事サイラス・ウッドソンが感じていた当惑がさらに深刻になった。ウッドソンはアイアンマウンテン強盗の犯人に2,000ドルの賞金を掛け（通常の犯罪であれば高くても300ドル止まりだった）、議会を説得してこの悪名高いギャングを追い詰めるために10,000ドルのシークレットサービス資金を提供させた。最初のエージェントであるJ・W・ラグスデールは1874年4月9日に雇用された。同年8月30日、3人のギャングがミズーリ州レキシントンからミズーリ川を渉る駅馬車を襲った。これは町の崖上から数百人が見ている前で起きた。強盗のうち2人はフランク・ジェイムズとジェシー・ジェイムズだと乗客が証言した。知事代行のチャールズ・P・ジョンソンはセントルイス警察から選別したエージェントを派遣した。
1874年12月8日、カンザス州マンシー近くで、ギャングがカンザス・パシフィック鉄道の列車を襲った。これはギャングにとっては3万ドルと最も収穫の多いものとなった。ギャング団の新参者だったウィリアム・"バッド"・マクダニエルが強盗した後でカンザスシティ警察の警官に捕まえられ、逃げようとしたときに射殺された。
1875年1月25日夜、ピンカートンのエージェントがジェイムズ農園を取り囲んだ。フランクとジェシーの兄弟は以前からそこにいた可能性が強いが、既に立ち去っていた。ピンカートンのエージェントは鉄の発火装置を家の中に投げ込み、炎を上げていた暖炉に転がり入った時に爆発した。その爆風でジェイムズ兄弟の母ゼレルダ・サミュエルの右腕を飛ばし（その夜肘のところで切断された）、9歳の異腹の弟アーチー・サミュエルを殺した。1875年4月12日、身元不明のガンマンが隣人のダニエル・アスキューを射殺した。アスキューは元北軍の民兵であり、ピンカートンのエージェントが襲撃した時にはその家が基地になっていた。この時点でアラン・ピンカートンはジェイムズ＝ヤンガー・ギャング団の追跡を止めた。
1875年9月7日、ギャングはウェストバージニア州ハンティントンに行って銀行を襲った。新しいメンバーであるトム・マクダニエルズ（バッドの兄弟）とトム・ウェッブの2人が参加した。マクダニエルズは自警団に殺され、ウェッブは捕まえられた。他にいたコールとフランクは逃亡した。ウェッブは南軍の退役兵であり、フランクやコールと共にローレンスにいた。
1875年にはまた、ジェイムズ兄弟がテネシー州ナッシュビルの郊外に移動しており、おそらく探偵による将来の襲撃から母を救い出すためだった。そこに行ってからジェシーは地元新聞に手紙を書き、南軍の英雄および急進派共和党の執拗さに対する殉教者としての自己の位置づけを強調した。

### 1876年

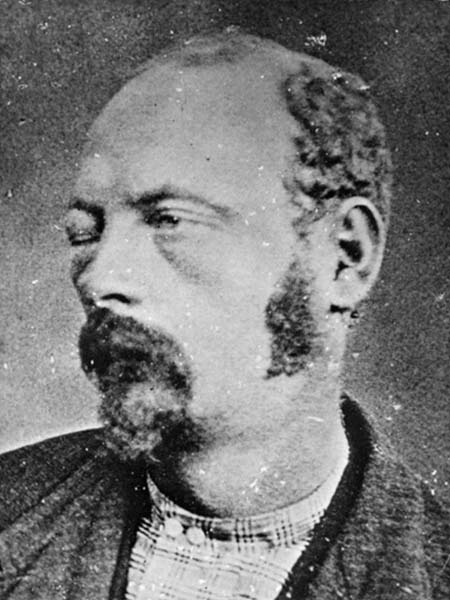
負傷したコール・ヤンガー、1876に逮捕された後
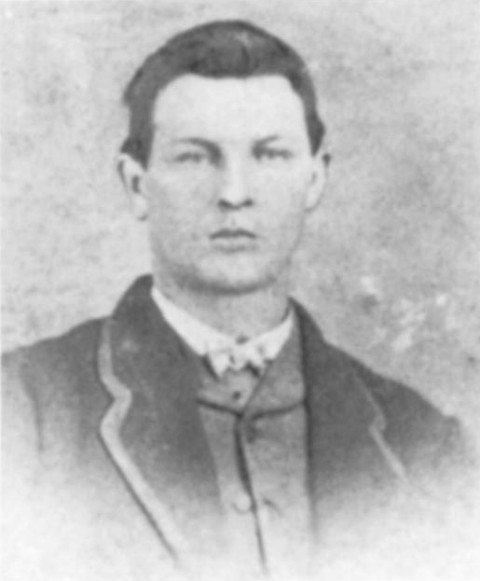
ジム・ヤンガー
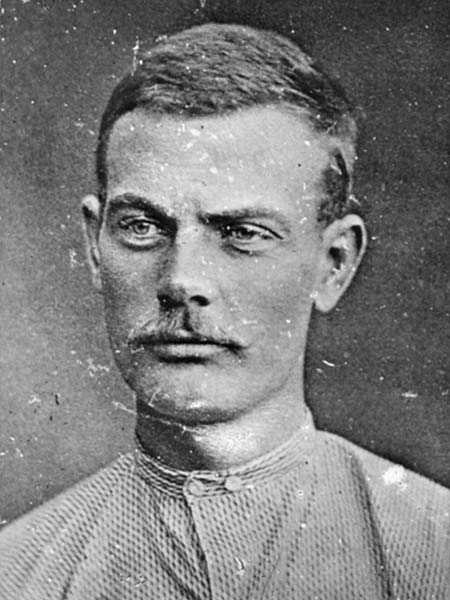
負傷したボブ・ヤンガー、1876に逮捕された後

1876年7月7日、フランクとジェシーの兄弟、コール、ジム、ボブのヤンガー兄弟、チャーリー・ピッツ、ビル・チャドウェル、ホッブス・ケリーが、ミズーリ州オッタービル近くの「ロッキーカット」でミズーリ・パシフィック鉄道を襲った。ケリーは加入したばかりであり、事件から間もなく逮捕され、直ぐに共犯と同定された。
ロッキーカットの襲撃で、ジェイムズ＝ヤンガー・ギャング団の歴史では最後の行動の舞台を作った。1876年9月7日のミネソタ州ノースフィールド襲撃がそれだった。標的はノースフィールドの第一国定銀行であり、以前は南部や境界州でのみ働いていたギャング団の行動範囲からは遥かに離れていた。この銀行自体は異常なくらい裕福というものでもなかった。国定銀行すべてに要求される公的報告書に拠れば、通常の田舎銀行そのものだったが、ノースフィールドのエイムズ・ミル所有者の息子であり、近年退任したレコンストラクション時代のミシシッピ州知事アデルバート・エイムズ将軍が、ノースフィールドの銀行に5万ドルを預けたという噂があった。強盗があってから間もなく、ボブ・ヤンガーは、ベンジャミン・フランクリン・バトラーとアデルバート・エイムズという2人の北軍将軍かつ急進派共和党員に銀行が関係していたので、そこを選定したと公表した。バトラーは南部から憎まれた者であり、バトラーとエイムズは義理の親子だった。エイムズ将軍は、ミシシッピ州知事時代に解放奴隷の公民権と選挙権獲得を強く推進し、最近ノースフィールドに移ったばかりだった。そこではエイムズの父がキャノン川沿いに工場を所有しており、銀行への貯蓄額も大きかった。ギャングの1人は「エイムズに恨みを持っていた」とボブは語っていた。コール・ヤンガーは何年も後に同じことを語り、強盗の直前にノースフィールドの通りで「エイムズ将軍」にご挨拶したことを思い出していた。

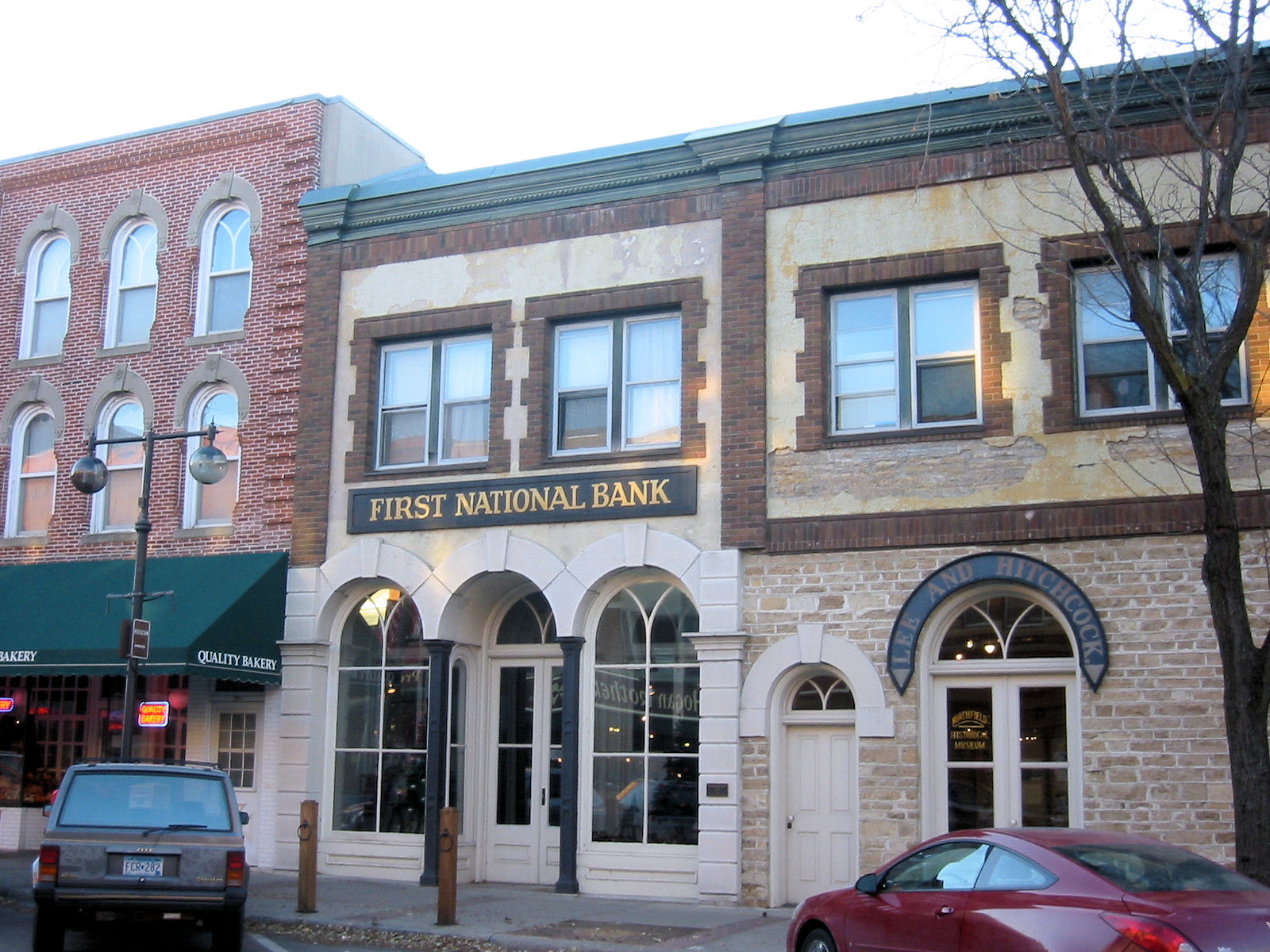
ノースフィールドの第一国定銀行、強盗に襲われた

1876年9月初旬、フランクとジェシーの兄弟、コール、ジム、ボブのヤンガー兄弟は、チャーリー・ピッツ、クレル・ミラー、ビル・チャドウェルと共に列車でセントポールとミネアポリスに向かった。セントポールで待ち合わせた後、2つのグループに分かれ、ノースフィールドの両側にあるマンケイトーとレッドウィングにそれぞれ向かった。彼らは高価な馬を買い求め町周辺の地形を偵察し、9月7日木曜日の朝にダンダスに近いキャノン川沿い、ノースフィールドの南で落ち合うことで合意した。ギャング団は9月7日午後2時に銀行を襲おうとした。ノースフィールドの住民は、正午少し過ぎに工場に近いレストランをギャングのメンバーが出て行くのを目にしており、フェアボーであったヤンガー兄弟の裁判では、アルコールの臭いがし、工場近くでエイムズ将軍に出会ったときは明らかに酔っていたと証言した。
彼らがフライドエッグを食べたレストランを出ていくとき、住民はウィスキーの臭いがしたと証言した。3人（ボブ・ヤンガー、フランク・ジェイムズ、チャーリー・ピッツ）がエイムズ・ミルの傍の橋を渡り、銀行に入った。その他の5人（ジェシー・ジェイムズ、ビル・スタイルズ、クレル・ミラー、コール・ヤンガー、ジム・ヤンガー）は、外で見張りに立ち、2人ないし3人が馬に乗ってディビジョン通りを行き来し、銃を放って通りから人を追い出した。地元住民は強盗が今行われていることを認識し、数人が地元金物屋から武器を取った。彼らは物陰に隠れてギャング団に銃弾の雨をふりそそがせた。この銃撃戦の間に、銀行とは通り向かいのダンピア・ハウス・ホテル3階の窓から、ヘンリー・ウィーラーという市民狙撃手がミラーを殺した。別のA・R・マニングという狙撃手が通りを下ったシバー・ビルの角からスタイルズを殺した。その他にも市民狙撃手がヤンガー兄弟を負傷させた。ボブは肘を砕かれ、ジムは顎を撃たれた。市民で唯一殺害されたのは、最近スウェーデンから移民してきたばかりのニコラス・グスタフソンであり、武装していなかった。グスタフソンは5番通りとディビジョン通りの角でコール・ヤンガーに殺された。
ノースフィールドの西、ミラーズバーグ地域には1876年時点でスウェーデン移民13家族がおり、ピーター・グスタフソンには兄弟のニコラスと甥のエルンストがスウェーデンから最近加わったばかりだった。その日の朝、ミラーズバーグの西で、ピーター・ヤングキストとスウェーデン隣人4人が、ラバに装具を付けて、農産物を売るためにノースフィールドに向かった。ヤングキスト隊とともに馬で向かったのが30歳のニコラス・グスタフソンだった。スウェーデン人たちは午後1時頃にノースフィールドに到着し、キャノン川沿い5番通り近くで野菜の荷車を据えた。午後2時ごろ銃声を聞いた。ニコラス・グスタフソンが1ブロック離れたディビジョン通りと5番通りの交差点に走って行き、そこで頭を撃たれた。ニコラスは4日後に死んだ。ジョン・オルソンという別のスウェーデン人は、グスタフソンが撃たれた場面を目撃し、後にコール・ヤンガーの裁判で証言した。
銀行の中では、現金出納係助手のジョセフ・リー・ヘイウッドが金庫を開けることを拒み、殺害されていた。銀行の他の従業員2人は窓口係のアロンゾ・バンカーと簿記係助手のフランク・ウィルコックスだった。バンカーは裏口から走り出て脱出したが、ピッツが放った銃弾で右肩を撃たれた。3人の強盗は外の銃声を聞いた後で銀行から走り出て、馬に乗り、逃げて行ったので、銀行からは硬貨の袋幾つかを持ち出しただけだった。この悪名高いギャング団は、勇敢な市民故に、またメンバーが酔っぱらっていた故に失敗した。ノースフィールドでは、毎年9月に、恐ろしいジェイムズ＝ヤンガー・ギャング団に対して町が勝利したことを祝い、「ジェシー・ジェイムズ敗北の日」を開催している。
ミラーとスタイルズが殺されたことに加えて、ギャング団のメンバー全てが負傷しており、コールは左腰を撃たれ、フランク・ジェイムズは右脚を撃たれ、ピッツも同様であり、ジェシー・ジェイムズは逃げる時に腿に銃弾を受けて最後に負傷した者となっていた。6人は馬で町を出てダンダス道路をミラーズバーグに向かった。そこはメンバーの4人が前夜を過ごした場所だった。
自警団が加わり、数百人による警戒線が張られた中で、地元民からの追跡を躱して数日間が過ぎた後、ギャング団はやっとマンケイトー西郊外に到着しただけだった。彼らは分かれて行動することにした（これは伝承とは異なり、コール・ヤンガーはこの決断に全員が合意したと、インタビューに答えた）。ヤンガー兄弟とピッツは徒歩のまま西に向かい、ノースフィールド襲撃から2週間後の9月21日、ミネソタ州マデイラの北と西にあるハンスカ・スローという沼に追い込まれた。そこで起きた銃撃戦で、ピッツが殺され、ヤンガー兄弟は再度負傷した。ヤンガー兄弟は降伏し、処刑を避けるために殺人罪での有罪を認めた。フランク・ジェイムズとジェシー・ジェイムズは馬を確保し、ミネソタ州南部を横切って西に逃げ、ダコタ準州の中に入って南に転じた。まだ数百人の追手がおり、全国に警報が伝えられた中で逃亡したが、この時点で悪名高いジェイムズ＝ヤンガー・ギャング団は無くなった。
1876年9月23日、ヤンガー兄弟はフェアボーのライス郡監獄に連れて行かれた。11月16日、大陪審が起訴状を発行し、ジョセフ・ヘイウッドとニコラス・グスタフソンの1級殺人2件、銀行強盗1件、負傷した銀行員を武器で襲ったこと1件が挙げられた。ヤンガー兄弟3人は11月20日に有罪を認め、スティルウォーターの州立刑務所での終身刑を宣告された。ボブ・ヤンガーは1889年9月15日に刑務所で結核のために死亡した。36歳だった。コールとジムは、大きな法律論争があった後の1901年に、ミネソタ州に留まるという条件で保釈された。ジムはセントポールで保釈中の1902年10月19日に拳銃で自殺した。54歳だった。コールは1903年に、ミネソタ州を離れ、二度と戻ってこないという条件で釈放された。コールはミズーリ州に戻り、そこでフランク・ジェイムズと共に「ワイルドウェスト」をテーマにしたショーに参加し、72歳の1916年3月21日にそこで死んだ。ジェシー・ジェイムズは1882年4月3日に、ギャングの一員に撃たれて殺された。ノースフィールド悲劇の後で残虐で鳴らしたジェイムズ＝ヤンガー・ギャング団は、その存在を止めた。
ヤンガー兄弟は刑務所に入っている間もジェイムズ兄弟に対して忠実であり、彼らについて情報を漏らすことは無かった。模範囚人として暮らし、刑務所で火事が起きたときは他の囚人が逃げないようにしていた。コール・ヤンガーはミネソタ州スティルウォーターの州立刑務所で、国内でも最も長く出版され続けている新聞を創刊した。
ニコラス・グスタフソンは、ミラーズバーグのスウェーデン村には墓地が無かったので、1876年にノースフィールドで埋葬された。その死後、スウェーデン人移民は教会と墓地の設立を決断した。ピーター・ヤングキストとカール・ハードラーが、家に隣接しサークル湖を見下ろす土地1エーカー (1.6 km2) を寄付し、1877年にジョン・オルソンが雇われてミラーズバーグの西2マイルア (3.2 km) にクリストダラ教会を建設した。今日、この教会はアメリカ合衆国国家歴史登録財に指定され、教会前面にある歴史標識は、ニコラス・グスタフソンと設立者の話を伝えている。

## その後

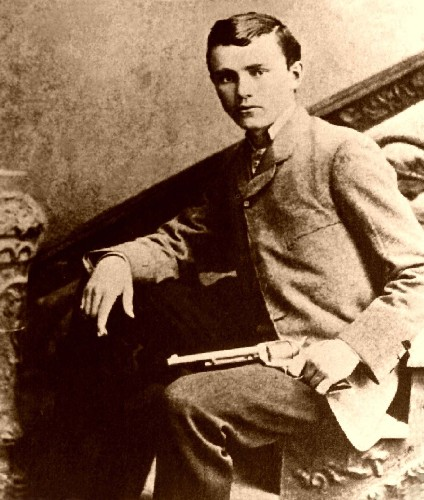
ロバート・フォード、ジェシー・ジェームズの暗殺で知られている

フランク・ジェイムズはうまく逃げ延びてテネシー州ナッシュビルでジェシーと合流し、そこで次の3年間は平和に暮らした。特にフランクはホワイツ・クリーク地域での農業で新しい暮らしを楽しんだと思われる。しかし、ジェシーは通常の暮しにはうまく適応できなかったと考えられる。新しい仲間を集めて犯罪の世界に戻っていった。1879年10月8日新しいギャング団を率いて、ミズーリ州グレンデール近くでシカゴ・アンド・アルトン鉄道を襲った。このときジェシーの新入りの1人タッカー・ベイシャムが自警団に捕まえられた。ベイシャムは、ビル・ライアンによって如何に団に加えられたかを当局に説明した。
1880年9月3日、ジェシー・ジェイムズとビル・ライアンが、ケンタッキー州マンモスケイブ近くで駅馬車を襲った。同年10月5日、彼らはケンタッキー州マーサーでジョン・ドーベイの店舗を襲った。1881年3月11日、ジェシー、ライアンとその従弟のウッド・ハイトが、アラバマ州マッスルショールズで連邦政府給与支払い担当者を襲い、5,240ドルを奪った。その直ぐ後、酔っぱらって豪語していたライアンがナッシュビルに近いホワイツ・クリークで逮捕され、フランクとジェシーはミズーリ州に逃げ戻った。
1881年7月15日、フランクとジェシー、ウッドとクラレンスのハイト兄弟、ディック・リディルが、ミズーリ州ウィンストン近くでロックアイランド鉄道を襲い、900ドルを奪った。車掌のウィリアム・ウェストフォールと乗客のジョン・マカルーがギャングの1人に殺された。1881年9月7日、ジェシー・ジェイムズがシカゴ・アンド・アルトン鉄道を襲い、これが彼の最後の列車強盗となった。運送会社の金庫が空に近いことがわかり、彼らとしては2度目となる乗客からの金品強奪を行った。この列車強盗事件が契機となって、新しいミズーリ州知事トマス・T・クリッテンデンは、州内の鉄道会社と運送会社の役員を説得し、ジェイムズ兄弟に対する大きな懸賞金を設定した。
1881年9月7日、クリード・チャプマンとジョン・バグラーが強盗に関わった容疑で逮捕された。彼らは有罪となったギャング団メンバーによって強盗に参加していたことを確認されたが、2人ともに有罪にはならなかった。
1881年12月、フォード兄弟の妹マーサ・ボルトンに関わる論争で、ウッド・ハイトがディック・リディルに殺された。ボブ・フォードはまだギャング団に入っていなかったが、その銃撃戦でリディルを援助した。フォードとリディルはボルトンを仲介人としてクリッテンデン知事と取引した。1882年2月11日、ジェイムズ・ティンバーレイクがウッド・ハイトの弟クラレンスを逮捕し、クラレンスは自白したが、刑務所で結核のために死んだ。一方フォードは懸賞金と引き換えにジェシー・ジェイムズを引き渡すことに合意していた。1882年4月3日、フォードはジェシーを耳の後ろから撃って致命傷を負わせた。ボブと兄のチャーリーは当局に出頭し、有罪を認め、即座にクリッテンデンによって保釈された。
1882年10月4日、フランク・ジェイムズはクリッテンデンのところに出頭した。証言に拠れば、ミネソタ州ノースフィールドに送還されることはないという理解で出頭した。
2つの事件のみで裁判が開かれた。1つは1881年7月15日、ミズーリ州ウィンストンでのロックアイランド鉄道強盗で列車の車掌と乗客1人が殺されていた事件であり、ミズーリ州ギャラティンで開かれた。もう1つは1881年3月11日、アラバマ州マッスルショールズでアメリカ陸軍工兵司令部の給与支払い担当者を襲っていた事件であり、アラバマ州ハンツビルで開かれた。
この両事件で、陪審員はフランク・ジェイムズを無罪と判断した（ギャラティンでは1883年7月に、ハンツビルでは1884年4月に判決が出た）。ミズーリ州は他の告発でもフランクに対する司法権があったが、裁判とはならず、ミネソタ州への送還も行わないようにしていた。
フランク・ジェイムズは72歳の1915年に死んだ。

## ジェイムズ＝ヤンガー・ギャング団を扱った映画
- 『Bad Men of Missouri』（1941年）
- 『The Younger Brothers』（1949年）
- 『Kansas Raiders』（1950年）
- 『無法の王者ジェシイ・ジェイムス』（1957年）
- 『ミネソタ大強盗団』（1972年）
- 『ロング・ライダーズ』（1980年）
- 『ワイルド・ガンズ』（1994年）
- 『アメリカン・アウトロー』（2001年）
- 『ジェシー・ジェームズの暗殺』（2007年）

## 関連図書
- McLachlan, Sean (2012) The Last Ride of the James-Younger Gang; Jesse James and the Northfield Raid 1876. Osprey Raid Series #35. Osprey Publishing. ISBN 9781849085991